# Estació de Sagrera-TAV
Estació de Sagrera-TAV egy építés alatt álló vasútállomás Spanyolországban, Barcelona városában. A kétszintes állomás lesz Barcelona új központi pályaudvara és vasúti csomópontja. A 10+8 vágányos állomás nagyrészt a föld alatt épül meg, kapcsolódva a metróhálózathoz is. Felette buszállomás is épül majd.

## Vasútvonalak
Az állomást az alábbi vasútvonalak érintik:
- Madrid–Barcelona nagysebességű vasútvonal
- Barcelona–Mataró–Maçanet-Massanes-vasútvonal
- LGV Perpignan-Barcelona

## Kapcsolódó állomások
A vasútállomáshoz az alábbi állomások vannak a legközelebb:

## Képgaléria

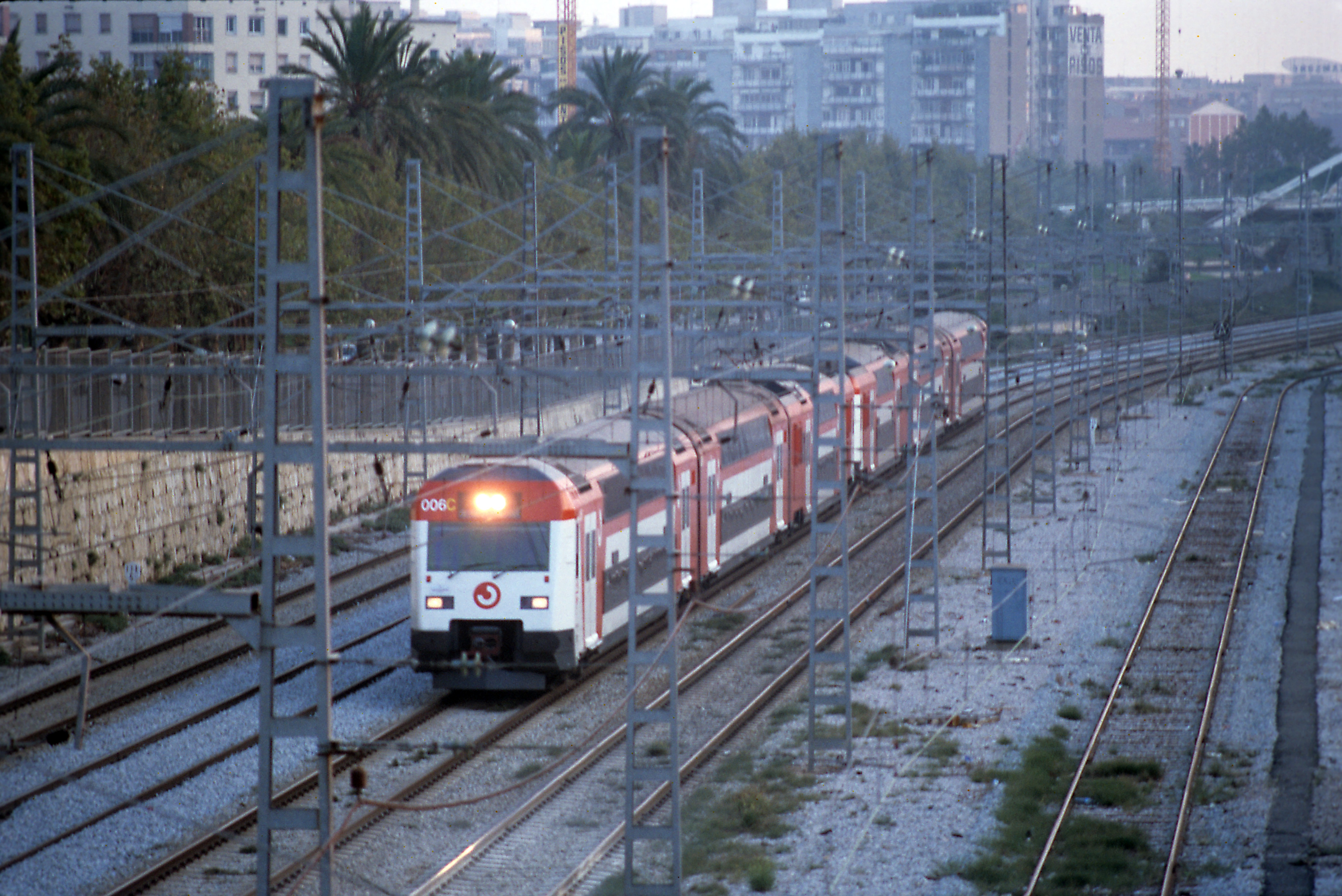
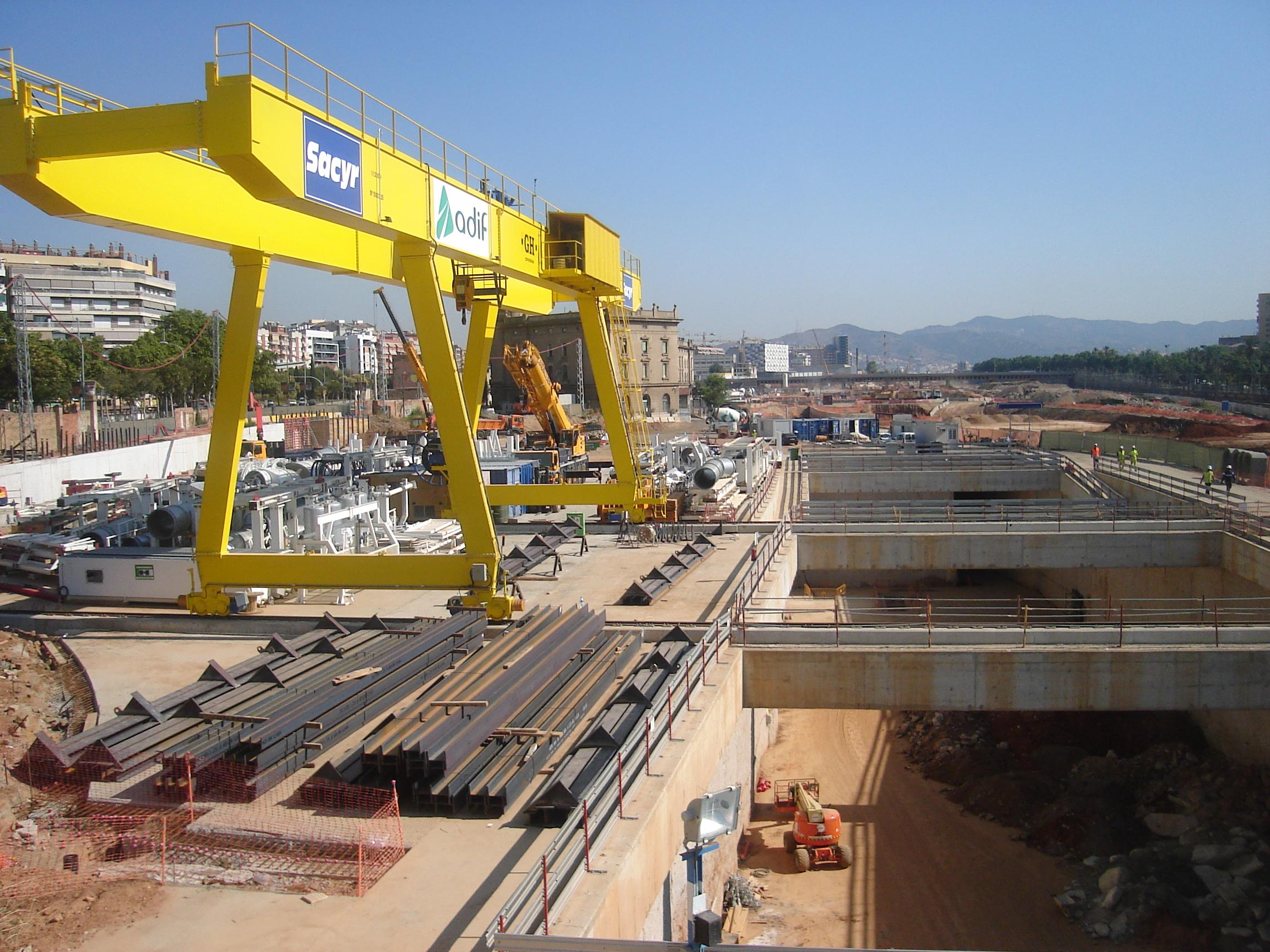
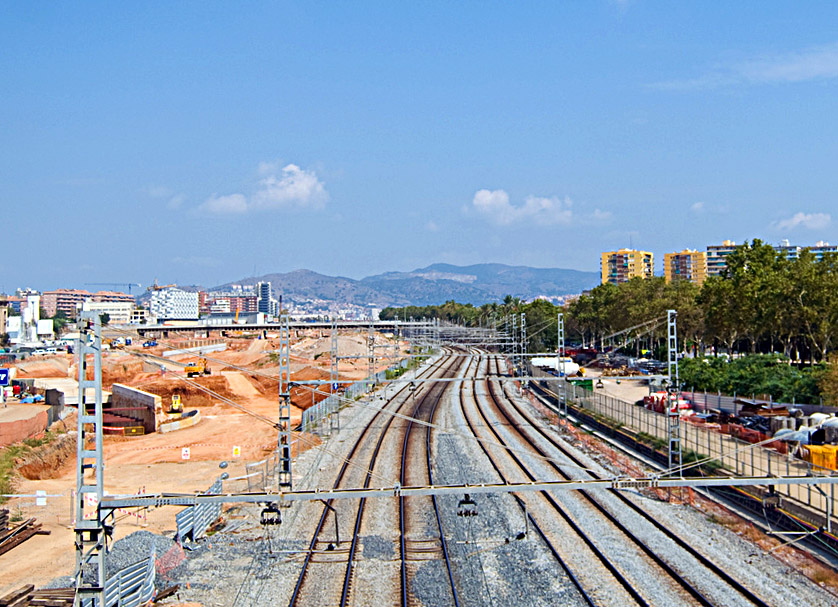
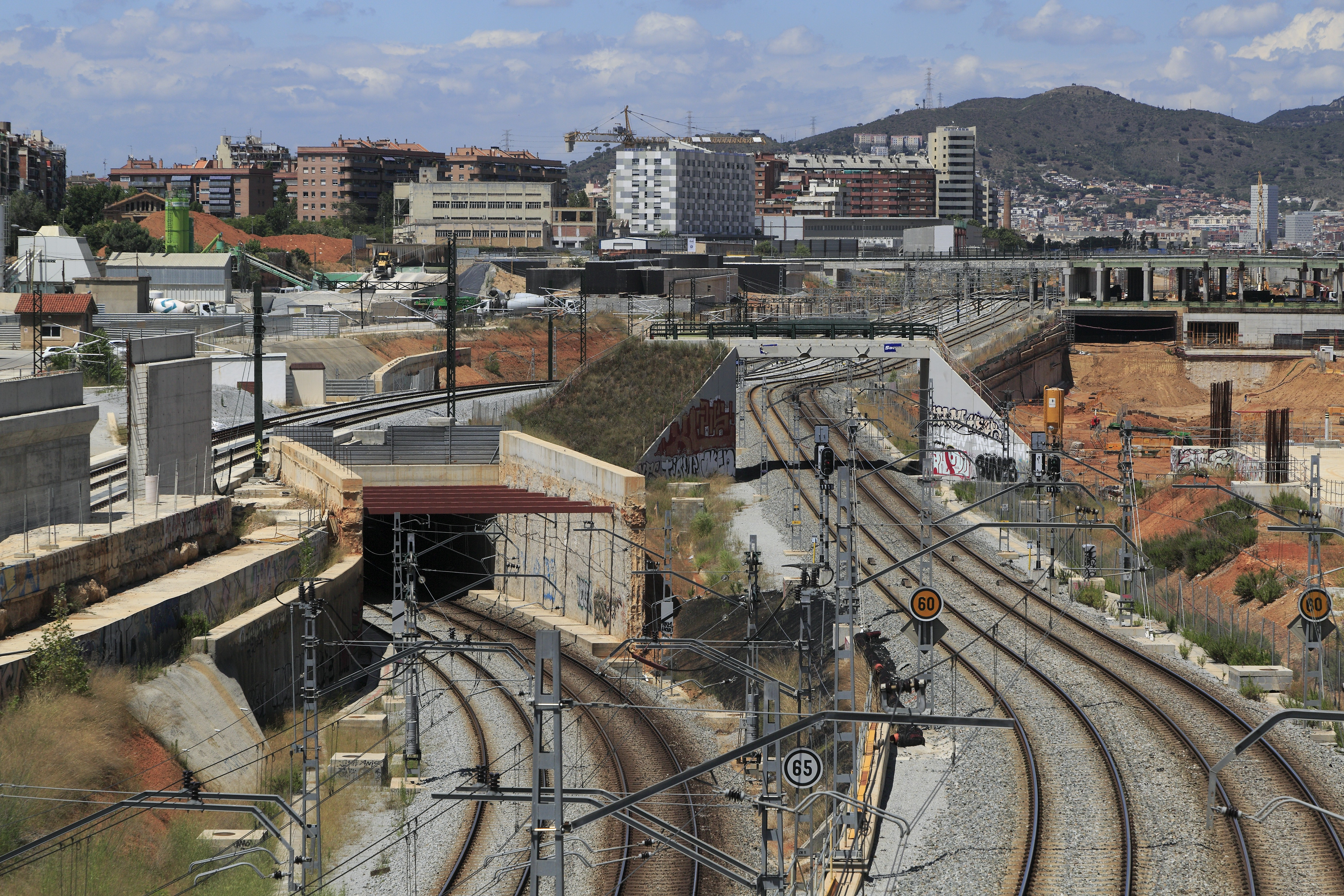
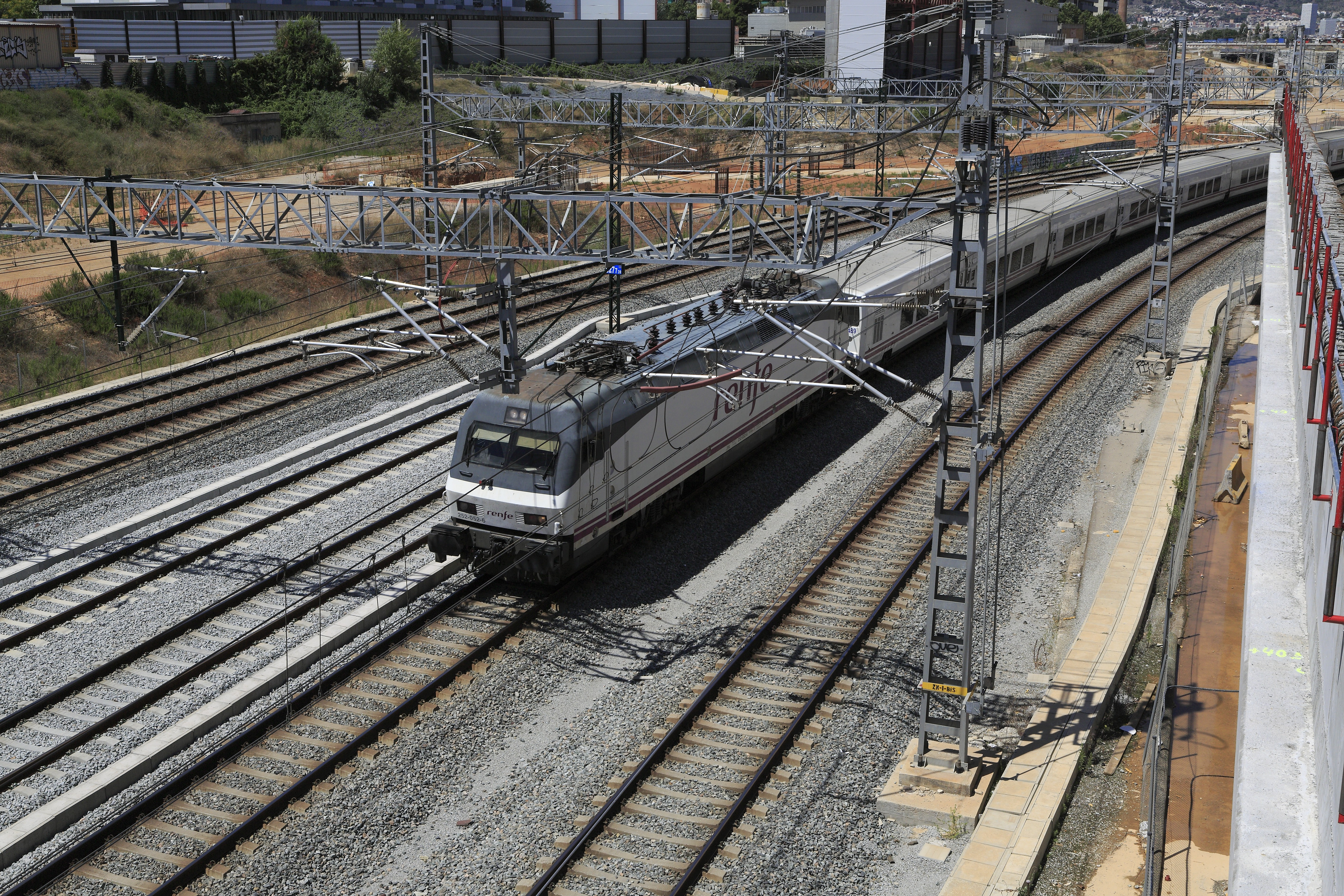
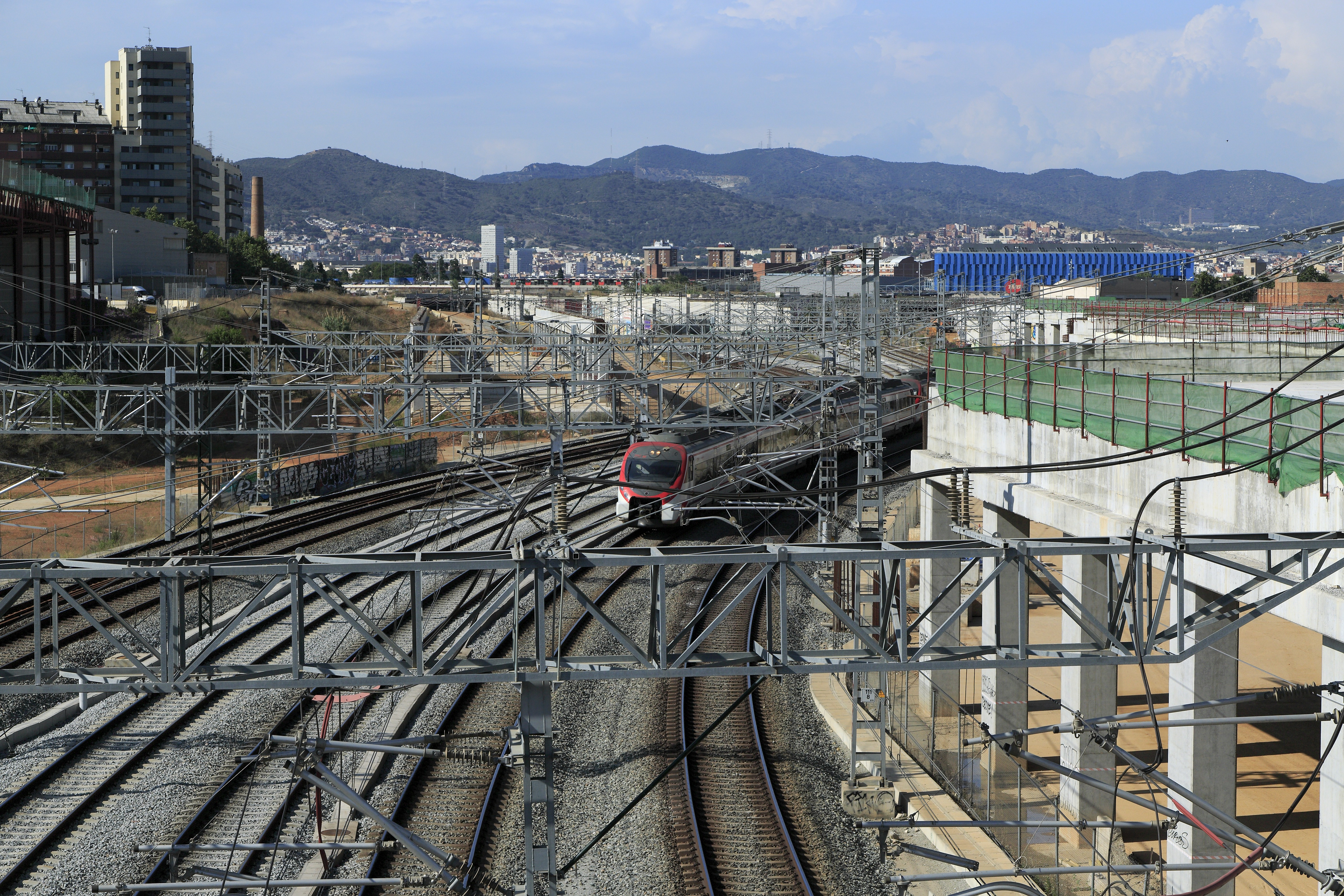
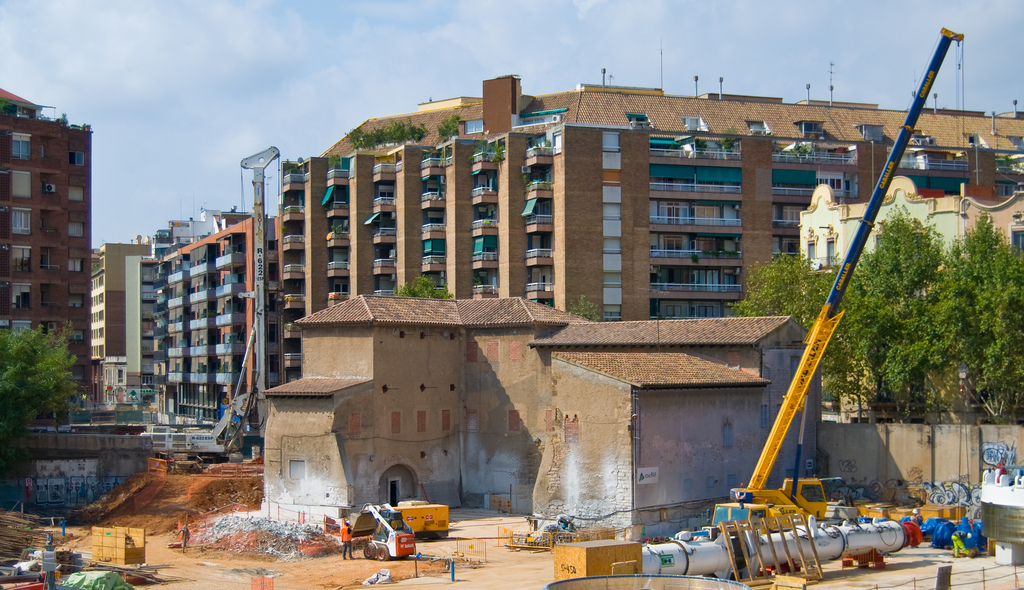